# Destillation
Destillation er en metode til adskillelse af væsker eller faste stoffer med forskellige kogepunkter. Adskillelsen foregår ved at opvarme blandingen i en beholder, indtil et af stofferne fordamper. Dampen afkøles til fortætning, og kondensatet opsamles i en separat beholder. Et apparat, som kan udføre destillation, kaldes et destillationsapparat.

## Destillation af fortættede gasser
Ved at komprimere og afkøle en blanding af luftarter, f.eks. atmosfærisk luft, kan man få den til at gå på væskeform. Ved efterfølgende destillation kan man udvinde hver af luftblandingens komponenter i ren form.

## Fraktioneret destillation
Hvis udgangspunktet er en blanding af et antal væsker med forskellige kogepunkter, danner det første destillat udgangspunkt for nye destilleringer ved en lidt lavere temperatur. Herved adskilles de forskellige væsker efter faldende kogepunkt. Proceduren omtales som brudt destillation eller fraktioneret destillation. Fraktioneret destillation benyttes eksempelvis ved raffinering af råolie.
Hvis udgangspunktet er en blanding af to væsker med tætliggende kogepunkter, er destillatet ikke rent, og destillationen må gentages. En sådan gentagen destillation kaldes en rektifikation. Rektifikation benyttes ved fremstilling af spiritus. Formodentlig blev destillationsmetoden opfundet i det nuværende Iran, hvor man begyndte at destillere vin til højprocentige brændevine omkring år 1000. På den måde blev det muligt at udvinde spiritus vini (vinens ånd) fra almindelig vin. I Østasien havde man allerede tidligt fremstillet vine ud fra litchi og blommer, og man havde også lavet sake, som dog egentlig må betragtes som en art øl.
- Wikimedia Commons har flere filer relateret til Destillation

| Kemi | Spire Denne artikel om kemi er en spire som bør udbygges. Du er velkommen til at hjælpe Wikipedia ved at udvide den. |